# Ostrov Haţeg
Ostrov Haţeg je název dávno zaniklého ostrovního ekosystému z období svrchní křídy, rozkládajícího se v době asi před 70 miliony let na území dnešního Rumunska (okolí města Haţeg). Je známé především jako bohaté východoevropské naleziště fosilií "ostrovních" dinosaurů a jejich současníků.

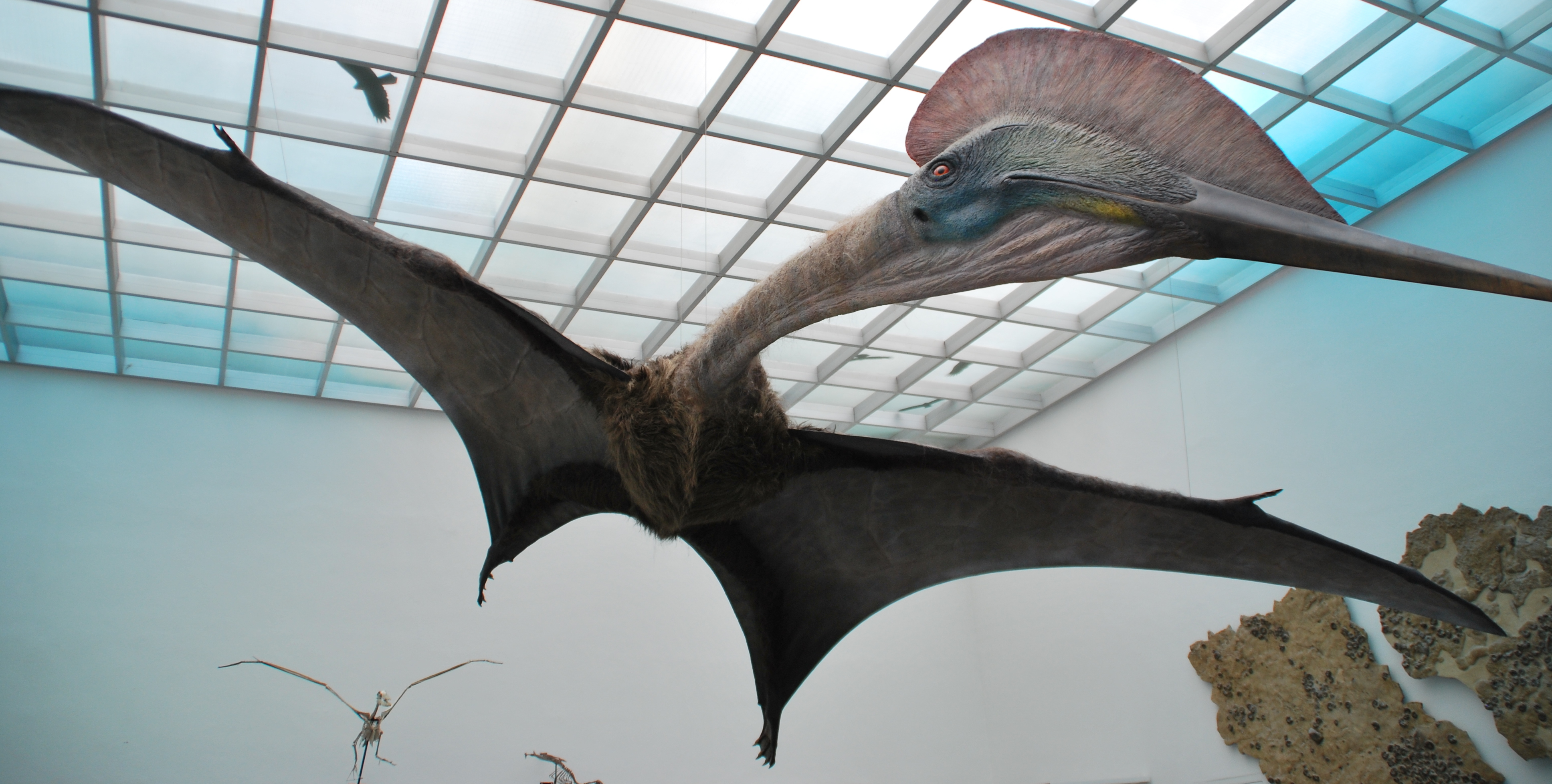
Obří ptakoještěr Hatzegopteryx - příklad zástupce megafauny ekosystémů "Ostrova Haţeg".

## Charakteristika
Šlo o velký ostrov u pobřeží v tehdejším moři Tethys. Nejzajímavější zkameněliny zde představují již více než sto let pozůstatky neptačích dinosaurů i jiných obratlovců konce druhohorní éry. Ty zkoumal již na počátku minulého století maďarský paleontolog baron Franz Nopcsa. Ostrov byl vytvořen tektonickým zdvihem v průběhu alpínského vrásnění a vytvořila se na něm unikátní přírodní společenstva. Početné jsou nálezy kosterních fosilií i zkamenělých vajec a hnízdišť.
Výzkum bioerozivních známek na fosiliích v sedimentech tohoto souvrství ukazuje, že kvalitu fosilií poznamenala činnost mikroorganismů, hmyzu, rostlin i dravých obratlovců. Vyskytovali se zde také multituberkulátní savci. Žilo zde také množství druhů ptakoještěrů, například obří druh Hatzegopteryx thambema a možná ještě větší, dosud formálně nepopsaný exemplář, označovaný neformálně jako "Drákula".

## Trpasličí dinosauři
Mezi nejzajímavější obyvatele dávného ostrova patřili nepochybně tzv. trpasličí dinosauři. Ti skutečně představovali zmenšenou obdobu jejich velkých příbuzných z pevninských ekosystémů, jde tedy o ukázku ostrovního nanismu. V současnosti je z pradávného ostrova známo asi deset rodů dinosaurů a jeden obří ptakoještěr (Hatzegopteryx thambema, představující naopak ukázku ostrovního gigantismu). Mezi popsané taxony patří například:
- Rhabdodon priscus, ornitopod
- Transylvanosaurus pachycephalus, ornitopod
- Telmatosaurus transylvanicus, hadrosaurid
- Struthiosaurus transylvanicus, nodosaurid
- Magyarosaurus dacus, titanosaur
- Elopteryx nopcsai, teropod
- Megalosaurus hungaricus, teropod
- Balaur bondoc, teropod
- Paludititan nalatzensis, sauropod
- Petrustitan hungaricus, sauropod
- Uriash kadici, sauropod

## Jiní trpasličí dinosauři z této oblasti
- Europasaurus holgeri, sauropod

### Česká literatura
- SOCHA, Vladimír (2020). Pravěcí vládci Evropy. Kazda, Brno. ISBN 978-80-88316-75-6. (str. 124-126)